# André Lévy
André Lévy (pronunciación en francés: /ɑ̃dʁe levi/; Tianjin, 24 de noviembre de 1925 – 3 de octubre de 2017) fue un sinólogo francés. tradujo al francés muchos trabajos chino.

## Biografía
Levy era hijo de una familia de joyeros y relojeros y creció en las concesiones francesas en Tianjin. Se casó con la escritora noruega Anne-Marie Lévy. Levy estudió francés y sinología, hindi y sánscrito en la Sorbona, y publicó numerosas traducciones del chino como La pérégrination vers l'Ouest (Xiyou ji) y Fleur en fiole d'or (Jin Ping Mei). En 1958, estuvo al cargo de la Escuela Francesa del lejano Oriente de Hanói antes de su cierre. En 1959 fue a Kioto, donde se aprovechó de las ricas colecciones de literatura china en la biblioteca Japon Jimbun Kagaku Kenkyûsho. Dejó Kyoto en 1966 y se fue a Hong Kong. En 1974 se doctoró en cuentos y lengua hablada del siglo XVII. En 1969, fue nombrado Director de Estudios Chinos de la Universidad de Burdeos. Entre 1981 y 1984 fue Director del Departamento de Asia Oriental de la Universidad París-VII. En 1995 se convirtió en profesor emérito de la Universidad Bordeaux-Montaigne. Recibió la medalla de bronce del CNRS y fue nombrado Commandeur des Palmes académiques en 1988.

## Publicaciones
- Lévy, André. "Fleur sur l'océan des péchés".  Archive). Études chinoises, No. 1, 1982.
- * Fleur en fiole d'or, Jin Ping Mei Cihua. Translated and annotated by André Lévy. La Pléiade Gallimard 1985. Folio Gallimard 2004. 2 volumes ISBN 2-07-031490-1. La primera traducción en lenguas occidentales desde 1610.
- Lévy, André. "La passion de traduire." (Archive) En: Alleton, Vivianne y Michael Lackner (editores). De l'un au multiple: traductions du chinois vers les langues européennes Translations from Chinese into European Languages. Éditions de la maison des sciences de l'homme (Les Editions de la MSH, FR), 1999, Paris. p. 161-172. ISBN 273510768X, 9782735107681.